# 레너드 애들먼

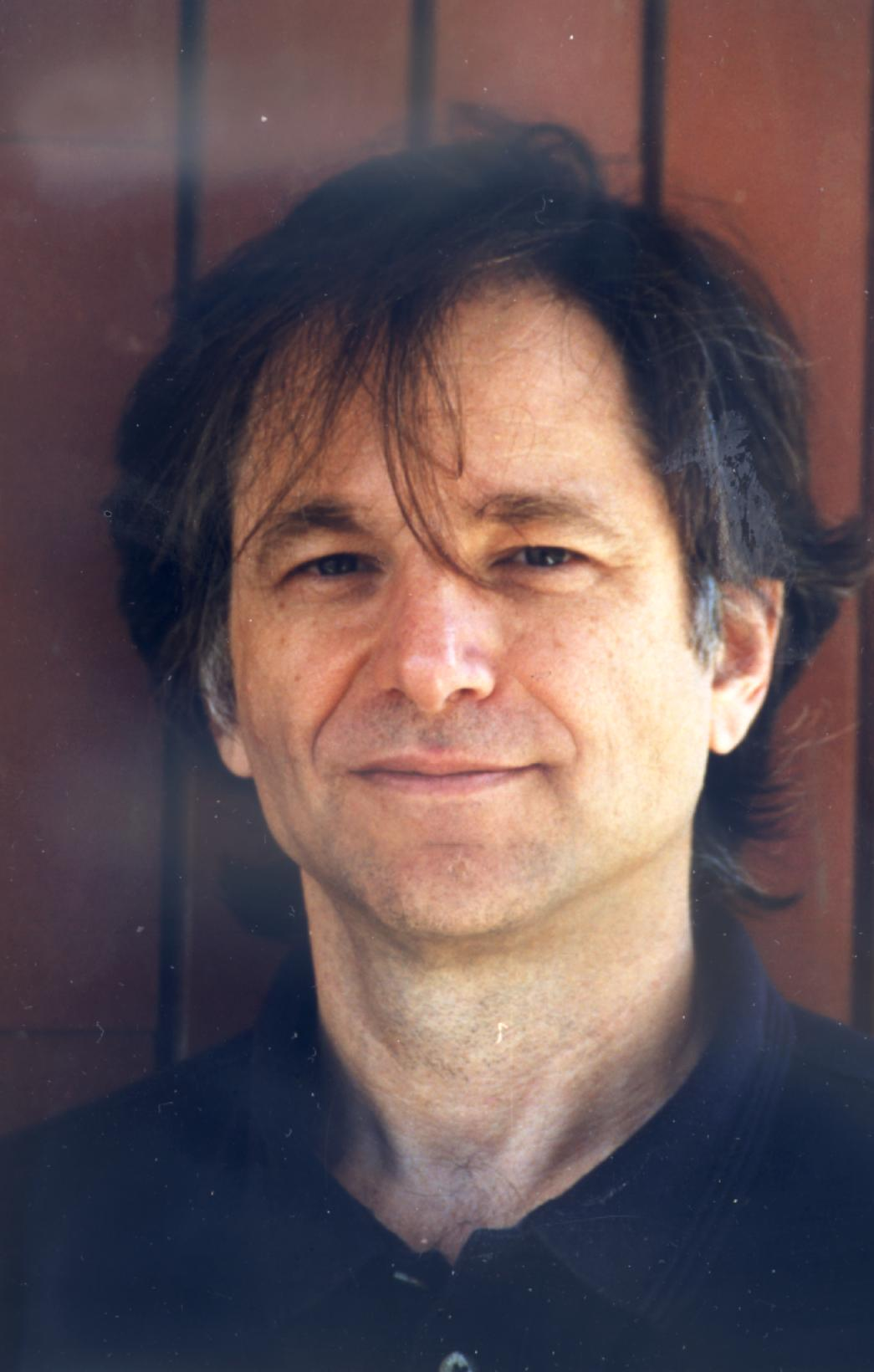

레너드 애들먼(Leonard Adleman, 1945년 12월 31일 ~ )은 미국의 컴퓨터 과학자이다. RSA 암호화 알고리즘의 창시자 중 한 명으로 2002년 튜링상을 수상했다. 또한 DNA 컴퓨팅 분야를 창안한 것으로도 알려져 있다.

## 생애
레너드 M. 애들먼은 캘리포니아주의 유대인 가정에서 태어났다. 그의 가족은 원래 현대 벨라루스, 민스크 지역에서 미국으로 이주했다. 샌프란시스코에서 자랐고 캘리포니아 대학교 버클리에서 학사학위를 받았다. 1968년에 수학 학위를 취득하고 박사 학위를 받았다. 1976년 EECS에서 학위를 취득했다. 그는 또한 영화 '스니커즈 (영화)'의 수학 컨설턴트이기도 했다. 1996년에 그는 계산 및 암호학 이론에 기여한 공로로 미국공학한림원의 회원이 되었다. 그는 또한 미국국립과학원의 회원이기도 하다.
애들먼은 또한 아마추어 복싱 선수이며 제임스 토니와 스파링을 했다.

## 같이 보기
- 프로그래머 목록